# Centella callioda
Centella callioda är en flockblommig växtart som beskrevs av Carl Georg Oscar Drude. Centella callioda ingår i släktet centellor, och familjen flockblommiga växter. Inga underarter finns listade i Catalogue of Life.